# Paola Morán
Paola Morán Errejón (Guadalajara, Jalisco; 25 de febrero de 1997) es una corredora mexicana especializada en las pruebas de  400 metros planos y 400 metros con vallas. Integra la delegación mexicana en los Juegos Olímpicos de París 2024.

## Trayectoria
Paola Morán desde muy pequeña fue una niña muy activa practicando distintos deportes como fútbol, natación, tenis y ballet. Morán decidió estudiar un año en Inglaterra en dónde recibe un premio como mejor deportista por su desempeño en el atletismo, al regresar a México motivada a la edad de 12 años decide unirse al  CODE Jalisco (Consejo Estatal para el Fomento Deportivo). En sus primeros años realizó salto de longitud, 60 metros con vallas y 75 metros planos. Morán se convirtió en Campeona Nacional de la categoría Infantil Menor en la prueba de 80 metros con vallas.
Es medallista de plata en los Juegos Panamericanos 2019 en los 400 metros planos con un tiempo de 51.02. medallista en la Universiada de Verano Nápoles 2019, oro en la prueba de 400 metros planos y plata en el relevo 4 x 400 metros. Es estudiante de la carrera de Nutrición y Bienestar Integral en el Instituto Tecnológico y de Estudios Superiores de Monterrey.
Formó parte de la delegación mexicana en los Juegos Olímpicos de Tokio 2020, en donde llegó a la semifinal de los 400 metros, con un tiempo de 51.06.

## Competencias internacionales
| Año  | Competencia                                                     | Lugar              | Posición         | Evento                | Marca   |
| ---- | --------------------------------------------------------------- | ------------------ | ---------------- | --------------------- | ------- |
| 2014 | XX Campeonato Centroamericano y del Caribe Juvenil de Atletismo | Morelia            | 6.º              | 100 metros vallas     | 14.36   |
| 2014 | XX Campeonato Centroamericano y del Caribe Juvenil de Atletismo | Morelia            | 1.º              | 400 metros vallas     | 1.02.18 |
| 2014 | Juegos Olímpicos de la Juventud                                 | Nankín, China      | 1.º (B)          | 400 metros vallas     | 59.74   |
| 2015 | XVIII Campeonato Panamericano Juvenil Sub-20 de Atletismo       | Edmonton,Canadá    | 4.º              | 400 metros planos     | 53.10   |
| 2015 | XVIII Campeonato Panamericano Juvenil Sub-20 de Atletismo       | Edmonton,Canadá    | 8.º              | 400 metros vallas     | DNF     |
| 2015 | Juegos Panamericanos Toronto, Canadá                            | Toronto, Canadá    | 9.º              | Relevo 4 x 400 metros | 3:32.29 |
| 2016 | 16°.Campeonato Mundial de Atletismo Juvenil Sub-20              | Bydgoszcz, Polonia | 11.º (semifinal) | 400 metros planos     | 53.08   |
| 2017 | Universiada de Verano                                           | Taipéi, Taiwán     | 7.º              | 400 metros planos     | 52.96   |
| 2017 | Universiada de Verano                                           | Taipéi, Taiwán     | 4.º              | Relevo 4 × 100 metros | 44.79   |
| 2017 | Universiada de Verano                                           | Taipéi, Taiwán     | 2.º              | Relevo 4 x 400 metros | 3:33.98 |
| 2019 | Universiada de Verano Nápoles 2019                              | Nápoles, Italia    | 1.º              | 400 metros planos     | 51.52   |
| 2019 | Universiada de Verano Nápoles 2019                              | Nápoles, Italia    | 2.º              | Relevo 4 x 400 metros | 3.32.63 |
| 2019 | Juegos Panamericanos Lima, Perú                                 | Lima, Perú         | 2.º              | 400 metros planos     | 51.02   |
| 2021 | Juegos Olímpicos de Tokio 2020                                  | Tokio, Japón       | 5° (semifinal)   | 400 metros planos     | 51.06   |